# Mátay Lívia
Mátay Lívia (Felsőgalla, 1932. július 4. – Budapest, 2015. május 6.) Balázs Béla-díjas magyar díszlettervező.

## Életpályája
1946–1950 között Kőszegen járt középiskolába. 1950–1955 között az Iparművészeti Főiskola díszlettervező szakán tanult, ahol Oláh Gusztáv és Varga Mátyás tanították. 1955–1959 között a Nemzeti Színház díszlettervező asszisztenseként dolgozott. 1959–1988 között a Magyar Televízió díszlettervezője, főosztályvezetője, majd főmunkatársa volt. Színházak részére is készített díszletterveket (Ódry Színpad).

## Színházi díszletei
A Színházi Adattárban regisztrált bemutatóinak száma: 2.
- Fekete Gyula: Májusi felhők (1956)
- Wilde: Bunbury (1972)

## Filmes díszletmunkái

### Játékfilmek
- Sellő a pecsétgyűrűn I-II. (1967)
- A kard (1976)
- Dráma a vadászaton (1986)

### Tévéfilmek
- Próbáld meg daddy! (1959)
- Hagymácska (1962)
- Karácsonyi ének (1964)
- Othello Gyulaházán (1966)
- Jaguár (1967)
- A koppányi aga testamentuma (1967)
- Társasjáték (1967)
- Mélyrétegben (1967)
- Irány Mexikó (1968)
- Családi tűzhely (1968)
- Ketrec (1968)
- Őrjárat az égen 1-4. (1970)
- Só Mihály kalandjai (1970)
- Mindannyiotok lelkiismerete megnyugodhat… (1970)
- A fekete város 1-7. (1971)
- Pillangó (1971)
- Zrínyi (1973)
- Csalódások (1973)
- A bolondok grófja (1973)
- A bohóc felesége (1974)
- Méz a kés hegyén (1974)
- Bach Amstadtban (1975)
- Őszi versenyek (1975)
- Gellérthegyi álmok (1975)
- Teréz (1976)
- A vihar (1976)
- A cárné összeesküvése (1976)
- A Glembay család (1977)
- Az ünnepelt (1977)
- A Zebegényiek (1978)
- Léda – Egy farsangi éj komédiája (1978)
- Abigél 1-4. (1978)
- Bodnárné (1978)
- Cseresznyéskert (1979)
- Ezer év (1980)
- IV. Henrik király (1980)
- A szürke eminenciás (1981)
- Bűntény a Kecskeszigeten (1981)
- A bolond lány (1981)
- Nagyvizit (1981)
- Levél apámhoz (1982)
- Ők tudják mi a szerelem (1983)
- Caligula helytartója (1984)
- A vén bakancsos és a fia, a huszár (1985)
- Kaviár és lencse (1985)
- Egy lócsiszár virágvasárnapja (1985)
- A falu jegyzője (1986)
- Isten teremtményei (1986)
- Charley nénje (1986)
- Hajnali párbeszéd (1986)
- Villámfénynél (1986)
- Nóra (1986)
- Eklézsia megkövetése (1987)
- A nap lovagja (1987)
- A pacsirta (1987)
- Peer Gynt (1988)
- Beszélgetések a hóhérral (1988)
- A denevér (1988)
- Erdély aranykora (1989)
- Éjszaka (1989)
- Pénzt, de sokat! (1991)
- Fidelio (1991)
- Esküdtszéki tárgyalás (1991)
- Boldog békeidők (1992)
- Feltámadás Makucskán (1994)
- Isten madárkái (1994)
- Helyet az ifjúságnak! (1995)